# KGHM Polska Miedź
KGHM Polska Miedź S.A. (wcześniej: Kombinat Górniczo-Hutniczy Miedzi) – spółka strategiczna, jedna z największych polskich spółek z udziałem Skarbu Państwa, jeden z czołowych producentów miedzi i srebra rafinowanego na świecie. Według danych podawanych przez spółkę, Grupa KGHM jest ósmym producentem miedzi elektrolitycznej (711 tys. ton w 2023 r.) oraz drugim co do wielkości wytwórcą srebra na świecie (około 1428 ton srebra rafinowanego w 2023 r.). W mniejszych ilościach KGHM produkuje także złoto, koncentrat palladu i platyny, ołów, molibden, ren, kwas siarkowy, siarczan miedzi, siarczan niklawy, selen, a także metale ziem rzadkich. KGHM wydobywa także sól kamienną.
Główne produkty: miedź rafinowana (katodowa), walcówka miedziana (do produkcji kabli i drutów) i srebro rafinowane.
Działalność KGHM koncentruje się głównie na terenie Legnicko-Głogowskiego Okręgu Miedziowego (LGOM, zwany często również Legnicko-Głogowskim Zagłębiem Miedziowym). Dyrekcja KGHM znajduje się w Lubinie w województwie dolnośląskim.
KGHM jest jedną z największych spółek notowanych na Giełdzie Papierów Wartościowych w Warszawie, wchodzi w skład indeksów WIG20 i WIG30. Znalazła się w grupie wybranych 31 spółek, które utworzyły debiutujący 19 listopada 2009 roku na Warszawskiej Giełdzie Papierów Wartościowych Respect Index. Spółki te uzyskały najwyższą klasę ratingową – zostały liderami rankingu.
KGHM Polska Miedź S.A. zatrudnia ponad 18 tys. pracowników. W Grupie Kapitałowej KGHM Polska Miedź S.A. pracuje łącznie ponad 35 tys. Licząc zatrudnienie w przedsiębiorstwach kooperujących z KGHM można przyjąć, że Polska Miedź zapewnia utrzymanie dla ponad 100 tysięcy osób. Skonsolidowane przychody ze sprzedaży Grupy KGHM w roku 2024 wyniosły ponad 35 mld złotych, a skonsolidowany zysk netto ponad 2,87 mld złotych.

## Historia
W roku 1951 rozpoczęto budowę Huty Miedzi w Legnicy, mającej wytapiać miedź z rudy wydobywanej w tzw. starym dolnośląskim zagłębiu miedziowym (kopalnie „Lena” i „Konrad”).
W 1957 inż. Jan Wyżykowski odkrył pokłady rudy miedzi w okolicach Lubina i Polkowic (pole „Sieroszowice”).
28 grudnia 1959 decyzją ministerstwa przemysłu ciężkiego powołano Zakłady Górnicze „Lubin” w budowie, przekształcone w 1961 r. w Kombinat Górniczo-Hutniczy Miedzi, który miał zająć się wydobyciem i przetwórstwem miedzi wydobytej z tych złóż. Jednocześnie wcielono w skład KGHM dwie kopalnie miedzi w Sudetach ze starego zagłębia miedzionośnego (zamknięte w 1973 – „Lena” i w 1987 – „Konrad”). W latach 1962–1975 dyrektorem KGHM był Tadeusz Zastawnik (w latach 1952–1957 był posłem na Sejm, a w połowie lat 50. XX wieku dyrektorem Zjednoczenia Górniczo-Hutniczego Metali Nieżelaznych). W 1968 dobiegła końca budowa kopalni „Lubin” i „Polkowice” oraz modernizacja Huty Legnica. Rozpoczęto budowę Huty Głogów, a pod koniec lat 60. geolodzy odkryli w miejscowości Rudna nowe, jeszcze bogatsze złoża miedzi.
W styczniu 1996 roku utworzono Oddział Zakłady Górnicze „Polkowice-Sieroszowice”, który powstał w wyniku połączenia kopalń: „Polkowice” i „Sieroszowice”.
Od dnia powstania przedsiębiorstwa państwowego, aż do dnia 9 sierpnia 1976 roku, nadzór nad Kombinatem sprawował Minister Przemysłu Ciężkiego, a następnie Minister Hutnictwa (urząd ten został przekształcony w urząd Ministra Hutnictwa i Przemysłu Maszynowego).
Aktem notarialnym z dnia 9 września 1991 roku przedsiębiorstwo państwowe Kombinat Górniczo-Hutniczy Miedzi w Lubinie zostało przekształcone w jednoosobową spółkę Skarbu Państwa – KGHM Polska Miedź S.A. W dniu 12 września 1991 roku Spółka została wpisana do rejestru handlowego, prowadzonego przez Sąd Rejonowy w Legnicy. W tym samym dniu tenże Sąd wydał postanowienie, na mocy którego wykreślono Kombinat z rejestru przedsiębiorstw państwowych. W 1992 Janusz Lewandowski próbował doprowadzić do prywatyzacji spółki za 400 mln USD, co stanowiło rzekomo ułamek faktycznej spółki. Po społecznych protestach Janusz Lewandowski odstąpił od procesu prywatyzacji spółki.
Od lipca 1997 akcje spółki notowane są na Giełdzie Papierów Wartościowych w Warszawie S.A.
6 grudnia 2011 zarządy KGHM Polska Miedź SA oraz Quadra FNX Mining Ltd. podpisały umowę w sprawie przejęcia kanadyjskiego przedsiębiorstwa przez KGHM. 20 lutego 2012 walne zgromadzenie akcjonariuszy Quadra FNX Mining Ltd. zaakceptowało transakcję przyjaznego przejęcia 100% akcji spółki Quadra FNX przez KGHM Polska Miedź SA, a 5 marca 2012 transakcja powyższa została zamknięta. Odtąd Quadra FNX funkcjonuje pod nową nazwą KGHM International Ltd. Wartość transakcji wyniosła około 2,8 mld USD. Zakup został sfinansowany ze środków własnych KGHM. Po przejęciu wielkość wspólnej bazy zasobowej liczonej w milionach ton miedzi w złożu (według danych z 2010) wynosi 37,4 mln ton (czwarte miejsce na świecie). Łączona roczna produkcja miedzi (według danych z 2010) wynosi odtąd 526 tys. ton (ósmy wynik na świecie). Jednym z kluczowych aktywów KGHM International Ltd. jest złoże Sierra Gorda. Partnerem kanadyjskiego przedsiębiorstwa w pozyskiwaniu surowców z tego złoża jest japońska firma Sumitomo, która posiada w nim 45% udziałów. Złoże znajduje się na terenie Chile i zawiera 1,3 miliarda ton rudy bogatej w miedź, złoto oraz molibden. Przewiduje się, że wydobycie miedzi z Sierra Gorda ruszy w roku 2014 i przekroczy 200 tysięcy ton rocznie.
Od 2011 roku KGHM Polska Miedź jest głównym udziałowcem zakładów Nitroerg w Bieruniu produkującym materiały wybuchowe, w tym dynamity i wyroby amonowo-saletrzane. W maju 2015 uruchomiono tam nową linię produkcyjną materiałów wybuchowych emulsyjnych.

## KGHM we Wrocławiu
KGHM posiada swoje spółki także w stolicy województwa dolnośląskiego – Wrocławiu:
- Polska Grupa Uzdrowisk Sp. z o.o.
- CENTROZŁOM WROCŁAW S.A.
- W roku 2008 ukończono budowę biurowca Cuprum Novum, w którym znajduje się m.in. KGHM CUPRUM sp. z o.o. – Centrum Badawczo-Rozwojowe z laboratoriami:
  - Badań Materiałowych
  - Zagrożeń Pyłowo-Gazowych i Klimatycznych
  - Pomiarów Elektrycznych

oraz zakładami badawczymi: Zakład Górnictwa, Zakład Budownictwa Podziemnego i Badań Materiałowych, Zakład Mechaniki Górotworu, Zakład Studiów i Analiz Geologicznych, Zakład Inżynierii Mechanicznej i Elektrycznej, Zakład Inżynierii Procesowej i Ochrony Środowiska, Zakład Nowych Technologii Energetycznych, Zakład Analityki Systemów i Zarządzania Procesowego, Zakład Geodezji, Zakład Psychologii Stosowanej i Profilaktyki Zdrowotnej.
- We wrześniu 2015 zostało uruchomione laboratorium „KGHM Wiedza”.

W ramach podpisanych umów KGHM współpracuje z Wrocławskim Centrum Badań EIT+, Uniwersytetem Ekonomicznym oraz Politechniką Wrocławską
W latach 2014–2016 KGHM był partnerem Europejskiej Stolicy Kultury Wrocław 2016.

## Grupa Kapitałowa KGHM Polska Miedź
Obecna struktura organizacyjna Polskiej Miedzi to Biuro Zarządu wraz z Centrum Usług Księgowych i 10 oddziałów:
- Zakłady Górnicze „Lubin”
- Zakłady Górnicze „Rudna”
- Zakłady Górnicze „Polkowice-Sieroszowice” (powstałe w wyniku połączenia ZG Polkowice i ZG Sieroszowice)
- Huta Miedzi „Głogów”
- Huta Miedzi „Legnica”
- Huta Miedzi „Cedynia”
- Zakład Wzbogacania Rud
- Zakład Hydrotechniczny
- Jednostka Ratownictwa Górniczo-Hutniczego
- Centralny Ośrodek Przetwarzania Informacji

Grupa Kapitałowa KGHM Polska Miedź S.A. liczy ponad 60 spółek. Spółki należące do Grupy prowadzą głównie działalność wspomagającą główny ciąg technologiczny KGHM Polska Miedź S.A.
Ważnymi spółkami wchodzącymi w skład Grupy Kapitałowej KGHM Polska Miedź S.A. są „Energetyka” sp. z o.o., KGHM ZANAM S.A., KGHM Metraco S.A., PeBeKa S.A., NITROERG S.A., Pol-Miedź Trans sp. z o.o. oraz KGHM INTERNATIONAL Ltd. z siedzibą w Vancouver w Kanadzie.
We wrześniu 2014 podpisana została umowa wspólników, na mocy której Enea, KGHM Polska Miedź oraz Tauron Polska Energia odkupią od PGE Polskiej Grupy Energetycznej po 10 proc. (łącznie 30 proc.) udziałów w spółce PGE EJ 1. W marcu 2021 udziały te zostały odkupione od dotychczasowych właścicieli (PGE, Enei, Tauronu i KGHM) przez Skarb Państwa – stał się on jedynym udziałowcem spółki PGE EJ 1, która zmieniła nazwę na Polskie Elektrownie Jądrowe (PEJ).
KGHM jest jednym z największych w Polsce sponsorów sportu (zob. KGHM Zagłębie Lubin) i kultury (mecenas Zamku Królewskiego w Warszawie).

## Lista prezesów
Funkcję prezesa zarządu KGHM Polska Miedź pełnili m.in.:
- Tadeusz Zastawnik – w latach 1962–1975
- Stanisław Siewierski – w latach 1995–1999
- Marian Krzemiński – w latach 1999–2001
- Stanisław Speczik – w latach 2001–2004
- Wiktor Błądek – w latach 2004–2005
- Marek Szczerbiak – w latach 2005–2006
- Krzysztof Skóra – w latach 2006–2008
- Mirosław Krutin – w latach 2008–2009[24][25]
- Herbert Wirth – w latach 2009–2016
- Krzysztof Skóra – w 2016
- Radosław Domagalski-Łabędzki – w latach 2016–2018
- Rafał Pawełczak – w 2018, p.o.
- Marcin Chludziński – w latach 2018–2022
- Tomasz Zdzikot – w latach 2022–2024[26]
- Zbigniew Bryja – w 2024, p.o.[27]
- Andrzej Szydło – od 2024[28]

## Zarząd[29]
- Andrzej Szydło – prezes zarządu[28]
- Zbigniew Bryja – wiceprezes zarządu ds. rozwoju[28]
- Piotr Krzyżewski – wiceprezes zarządu ds. finansowych[28]
- Mirosław Laskowski – wiceprezes zarządu ds. produkcji[28]
- Piotr Stryczek – wiceprezes zarządu ds. korporacyjnych[28]
- Anna Sobieraj-Kozakiewicz – wiceprezes zarządu ds. aktywów zagranicznych[30]

## Akcjonariat
Kapitał zakładowy spółki wynosi 2 000 000 000 PLN i dzieli się na 200 000 000 akcji zwykłych na okaziciela o wartości nominalnej 10 PLN każda.
Największym akcjonariuszem jest Skarb Państwa, który posiada 63 589 900 akcji, co stanowi 31,79% jej kapitału zakładowego. Pozostała część jest w rękach polskich i zagranicznych akcjonariuszy, tworząc tzw. „free float”.
| lp. | akcjonariusz  | l. akcji (szt.) | % akcji (%) | l. głosów (szt.) | % głosów (%) | data ostatniej zmiany |
| --- | ------------- | --------------- | ----------- | ---------------- | ------------ | --------------------- |
| 1   | Skarb Państwa | 63 589 900,00   | 31,79       | 63 589 900,00    | 31,79        | 8 stycznia 2010       |
| 2   | pozostali     | 136 410 100,00  | 68,21       | 136 410 100,00   | 68,21        | 8 stycznia 2010       |
|     | ogółem        | 200 000 000,00  | 100,00      | 200 000 000,00   | 100,00       | 15 maja 1997          |

## Galeria

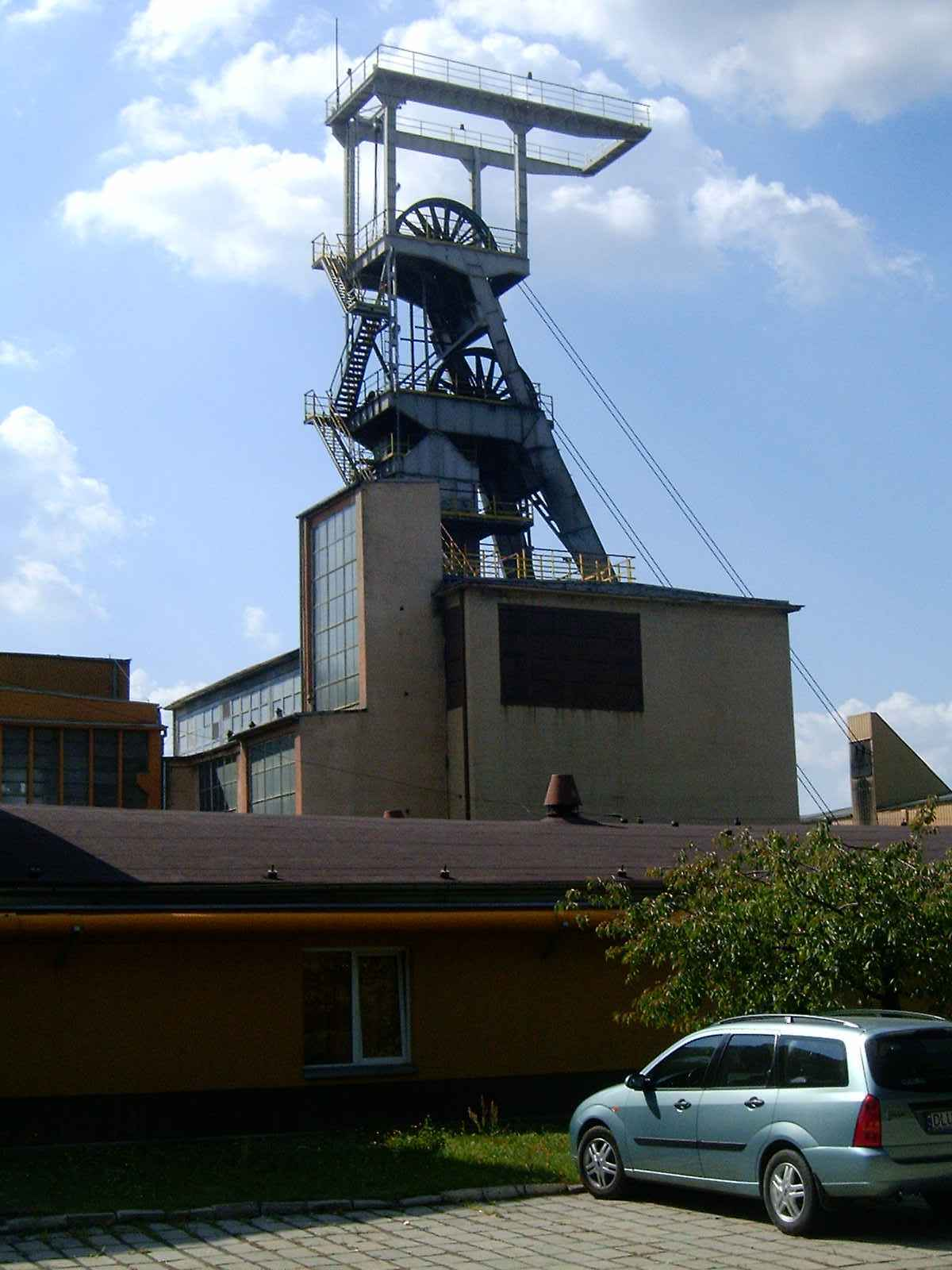
Szyb Bolesław Zakładów Górniczych Lubin
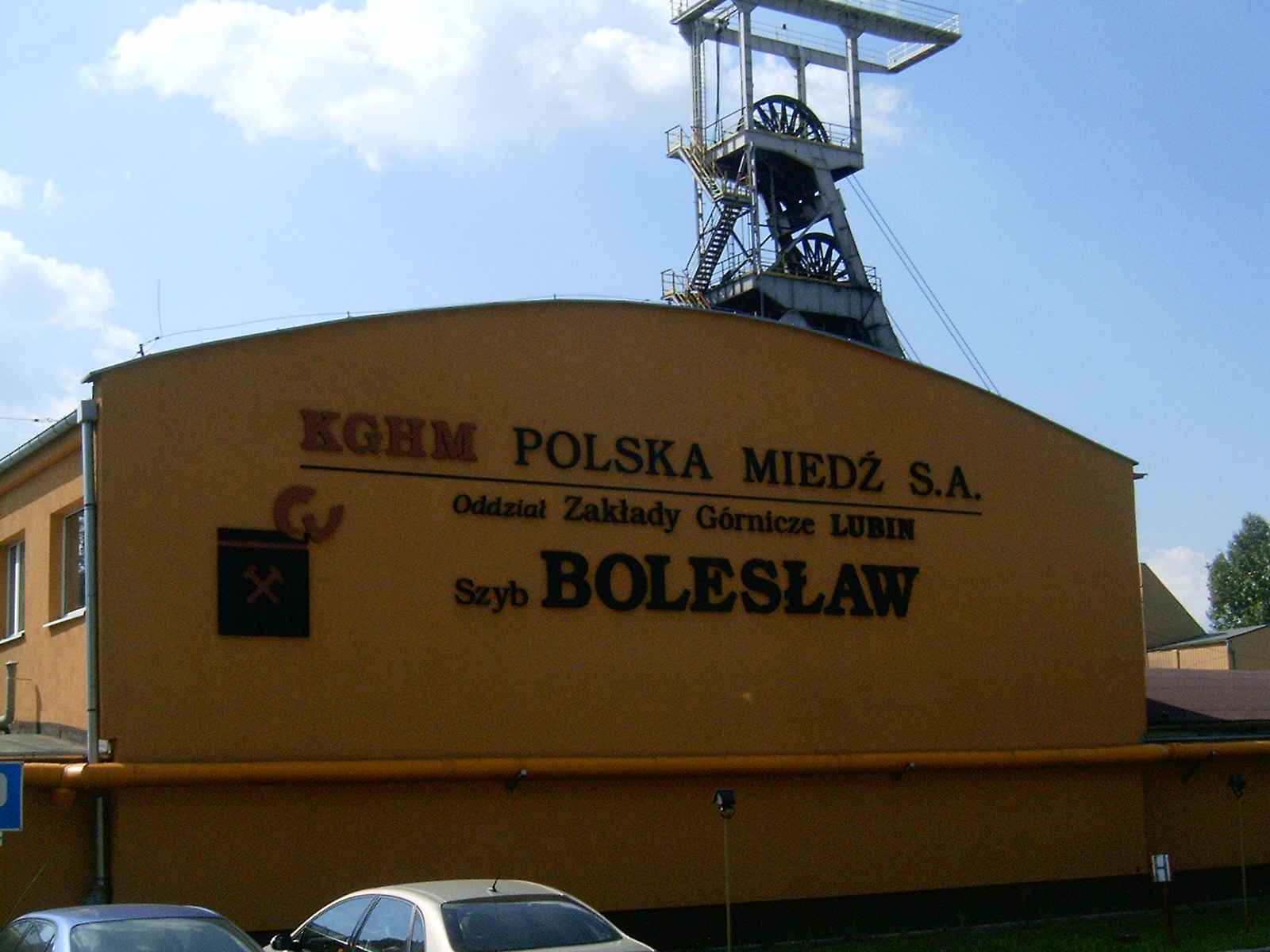
Szyb Bolesław Zakładów Górniczych Lubin
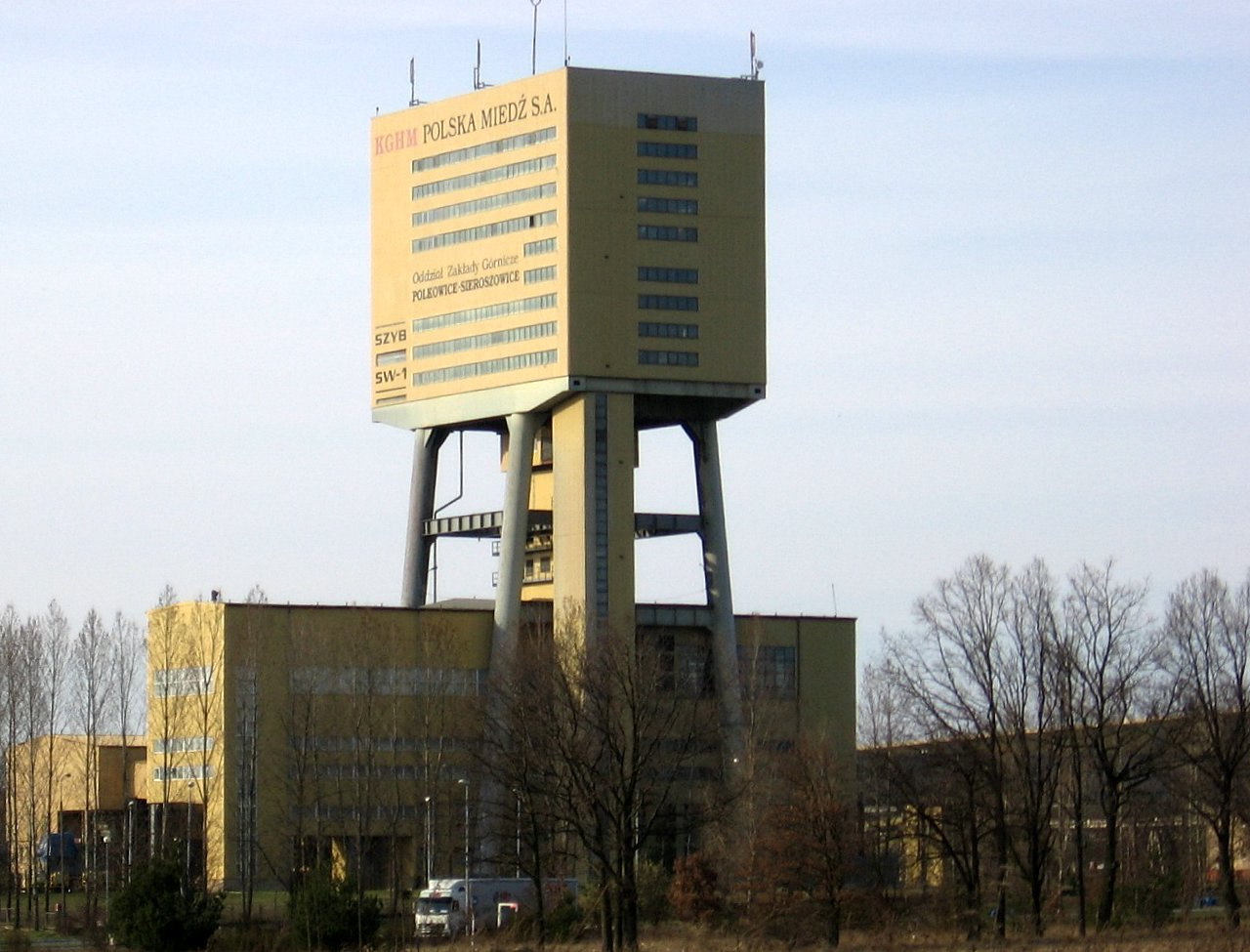
Szyb zakładów Polkowice-Sieroszowice
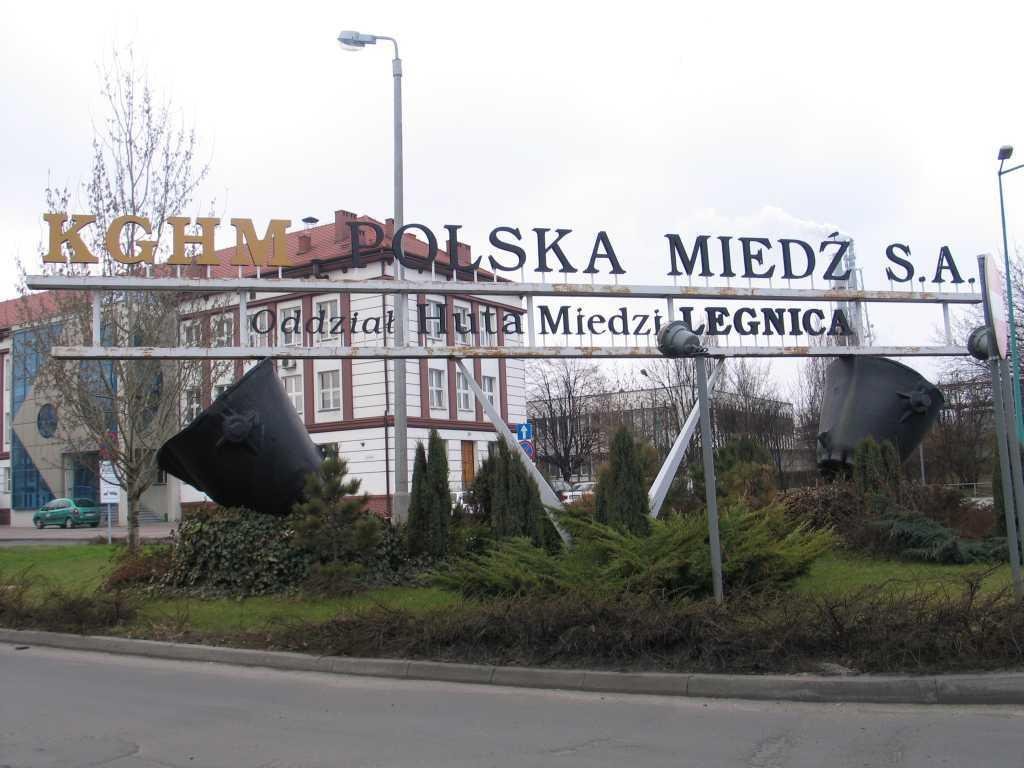
Huta Legnica
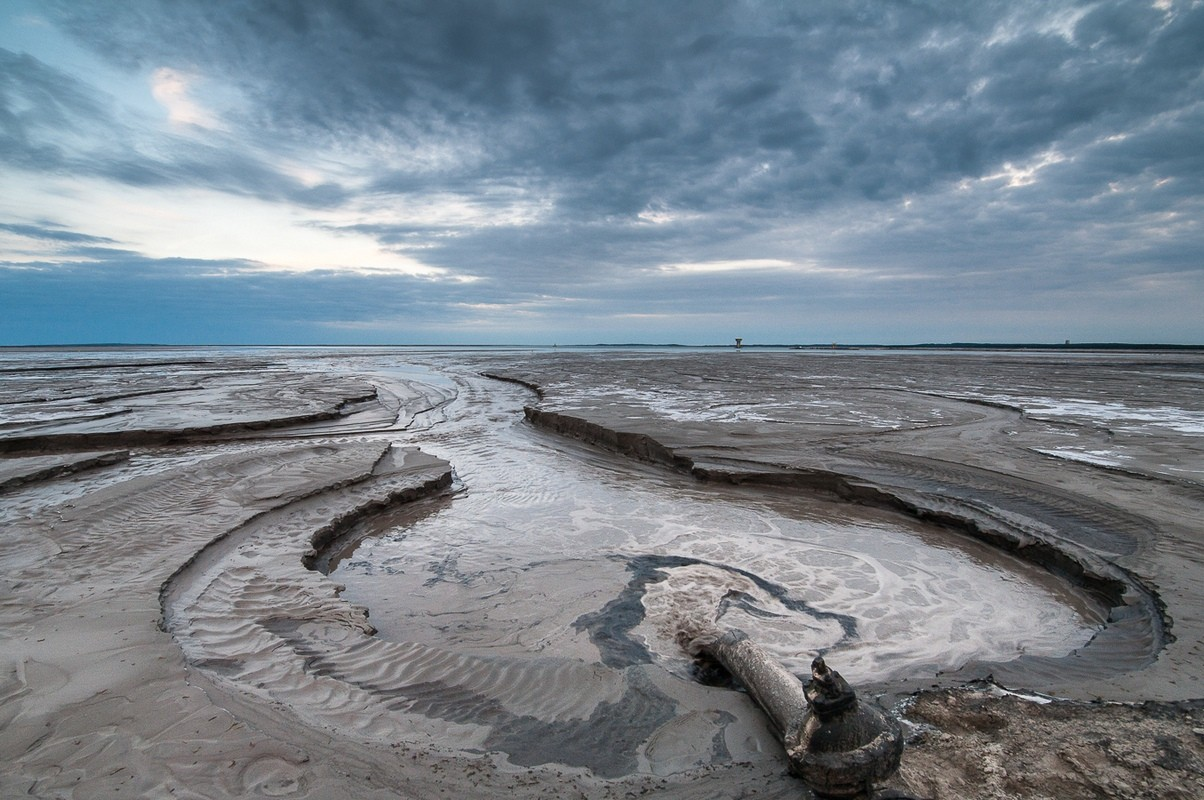
Żelazny Most – składowisko odpadów poflotacyjnych KGHM